# Nick Út
Nick Út, all'anagrafe Huỳnh Công Út (Long An, 29 marzo 1951), è un fotografo vietnamita, vincitore di un premio Pulitzer.

## Biografia
Nato a Long An, in Vietnam, Nick Út inizia a lavorare come fotografo per la Associated Press all'età di sedici anni, dopo che suo fratello maggiore Huynh Thanh My, anch'egli fotografo della Associated Press, era stato ucciso in Vietnam. Il suo lavoro più famoso è senz'altro la fotografia scattata nel 1972 a Kim Phúc, una bambina di nove anni completamente nuda e gravemente ustionata in fuga con suoi due fratelli e due suoi cugini dal villaggio vietnamita di Trang Bang che era stato attaccato da un bombardamento al napalm, durante la guerra del Vietnam. La fotografia vinse il premio Pulitzer e fu insignita del premio World Press Photo of the Year. Nel 2025 un documentario ha ipotizzato che la foto sia stata in realtà scattata da Nguyen Thành Nghe (non accreditato in quanto non membro della Associated Press)
Nel 1975 Ut ha preso la cittadinanza statunitense, trasferendosi a Los Angeles dove ha lavorato per l'industria cinematografica di Hollywood e dove continua a collaborare come fotografo per l'Associated Press e dove si è speso in campagne per i diritti umani. Trentacinque anni dopo le fotografie alla piccola Phuc, il suo nome è tornato alla ribalta, grazie ad alcuni scatti fatti a Paris Hilton in lacrime ed in stato di arresto, nel sedile posteriore di una automobile della polizia di Los Angeles, risalenti all'8 giugno 2007, e attribuiti erroneamente al fotografo vietnamita, mentre in realtà tali scatti fotografici alla Hilton sono stati fatti dal fotografo Karl Larsen.